# Museo Paleontológico de Castilla-La Mancha
El Museo Paleontológico de Castilla-La Mancha (MUPA) es un museo dedicado a la paleontología de Castilla-La Mancha ubicado en la ciudad de Cuenca (España). Presta especial atención a los numerosos restos fósiles encontrados en los yacimientos conquenses de Las Hoyas (del Barremiense, Cretácico inferior) y Lo Hueco (del Cretácico superior). Muestra asimismo numerosas figuras a tamaño natural de dinosaurios, otros reptiles y mamíferos encontrados en yacimientos de la comunidad autónoma.

## Distribución
El museo se enclava en un recinto de seis hectáreas y las instalaciones cubiertas cuentan con más de 5000 m² de espacio museístico, para albergar las colecciones, el auditorio y las dependencias de mantenimiento.

### Exterior

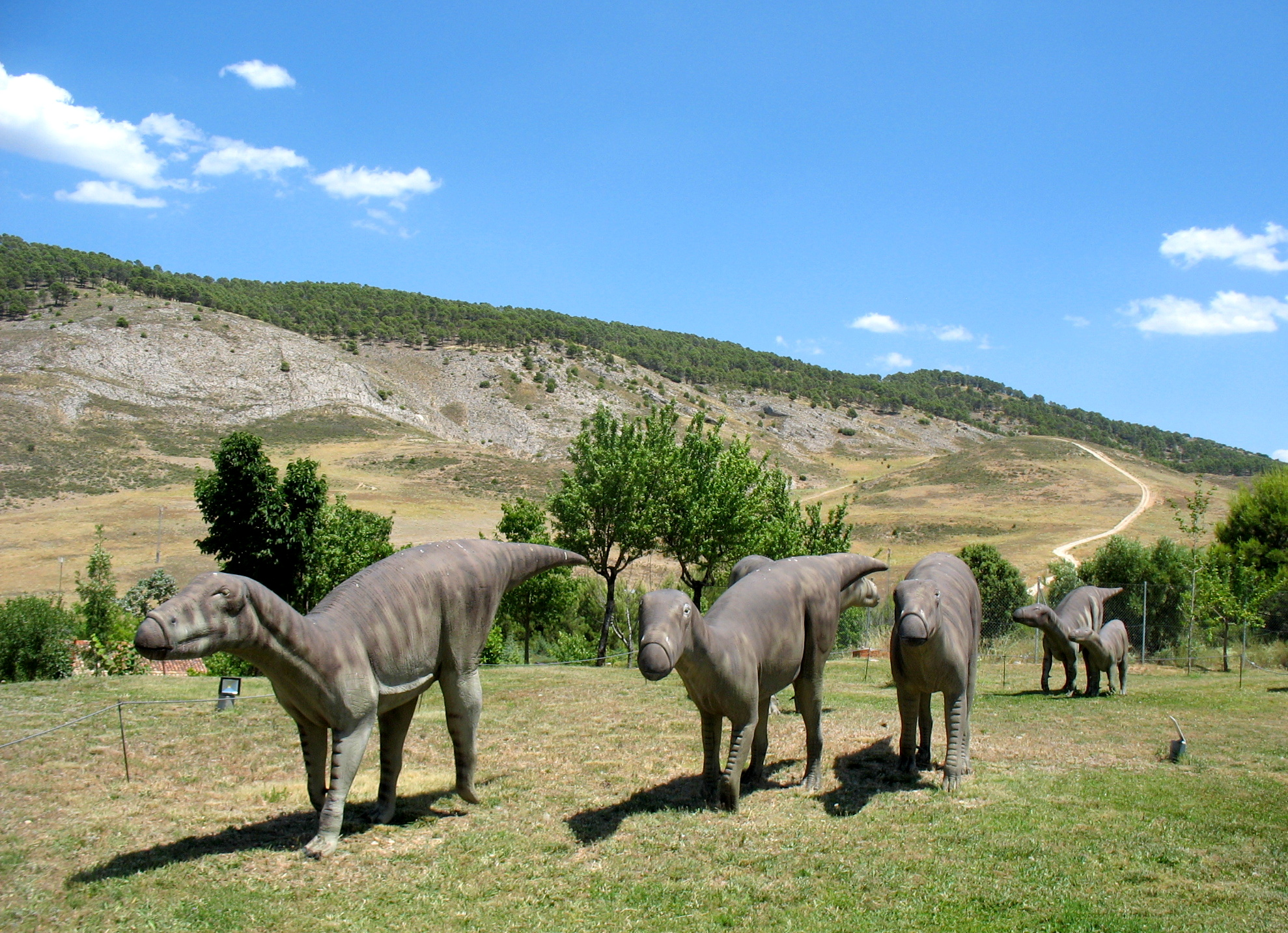
Recreación de una manada de iguanodontes en el exterior del museo.

En el exterior se ubican recreaciones de distintos dinosaurios que habitaron la región en el pasado (Abelisaurus, Pelecanimimus, Concavenator, Lohuecotitan, una manada de seis Iguanodon) y de un cocodrilo (Goniopholis). Asimismo se han plantado ejemplares de Ginkgo biloba y cedros para simular la vegetación mesozoica.
También se expone al aire libre un tronco fósil original, correspondiente a Dadoxylon, una araucaria procedente del Pérmico de Landete (Cuenca).

### Interior

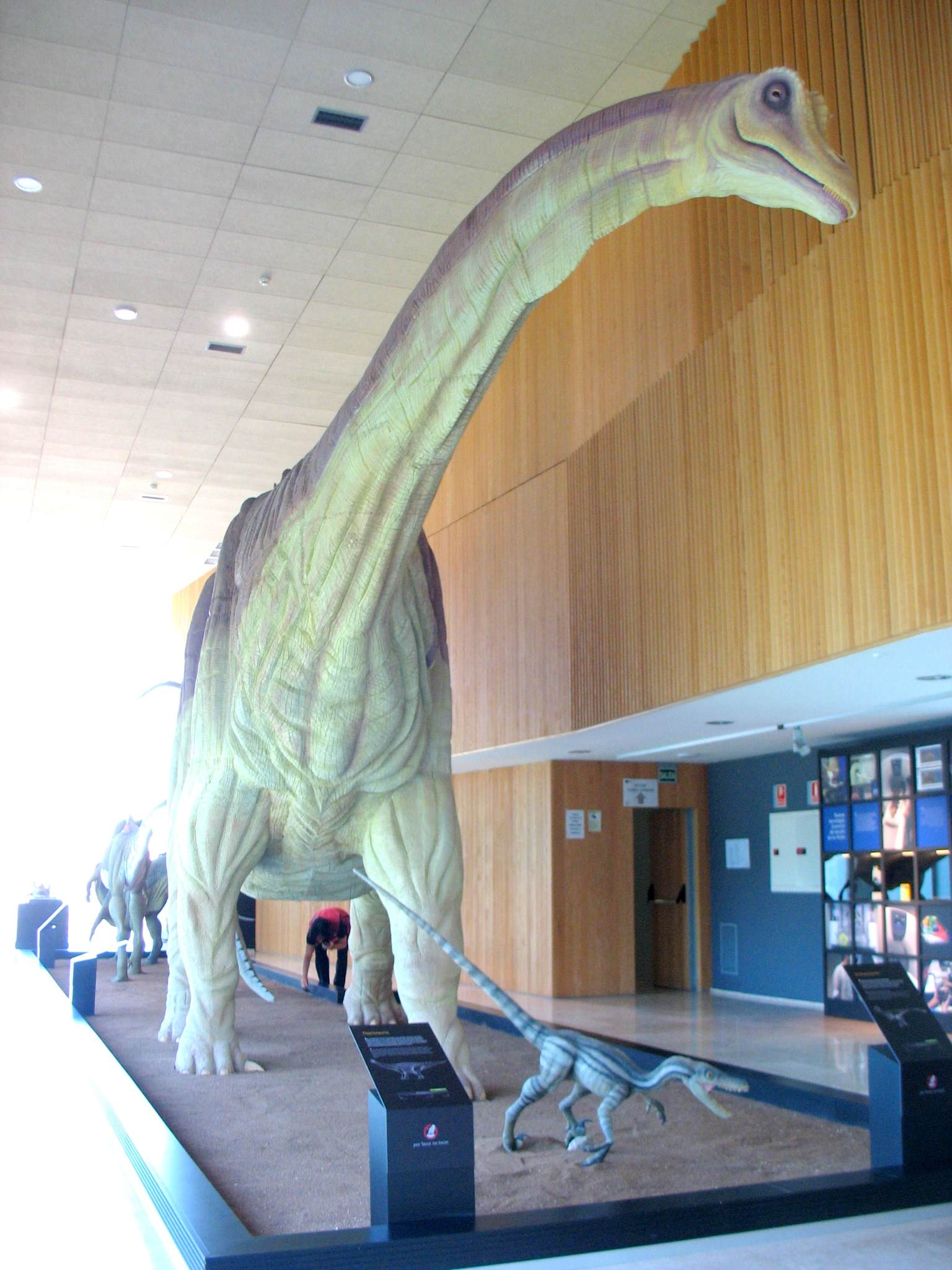
Recreaciones del titanosaurio Lohuecotitan y de un dromeosáurido.

Las exposiciones se estructuran en diez ámbitos: 1.-Aula-Taller, 2.-Paleozoico, 3.-Mesozoico (3A.-Triásico, 3B.-Jurásico, 3C.-Cretácico), 4.-Cenozoico, 5.-Mioceno, 6.-Cuaternario, 7.-Los dinosaurios en la historia, 8.-Dinosaurios, 9.-Las Hoyas y 10.-Lo Hueco. La visita está planificada para que pueda realizarse en un orden cronológico, desde las salas dedicadas a los fósiles más antiguos del Paleozoico hasta los más modernos, con los homininos cuaternarios.

## Colecciones
Del Triásico destacan ejemplares de icnitas de Chirotherium y los restos de un notosaurio simosaurio de El Atance, ambos de Guadalajara.
Del Lagerstätte del Cretácico inferior de Las Hoyas se encuentran ejemplares con un excepcional estado de conservación, como los restos de los dinosaurios Concavenator y Pelecanimimus, las aves primitivas Iberomesornis, Concornis y Eoalulavis, cocodrilos, peces, crustáceos, insectos y plantas.
Del yacimiento del Cretácico superior de Lo Hueco se presentan numerosos restos de grandes dimensiones de titanosaurios como Lohuecotitan, o de cocodrilos como Lohuecosuchus y Agaresuchus y de varias tortugas.

## Historia
El museo paleontológico surge para poder exponer en público la gran cantidad de fósiles extraídos de los yacimientos de Las Hoyas y Lo Hueco, así como de otros yacimientos de la región, de elevado valor científico y cultural. Para ello se dispuso en Cuenca de un moderno edificio, construido en 2010 en el cerro Molina con vistas sobre casi toda la ciudad, y adecuado para este fin. El edificio, diseñado por los arquitectos Carlos Asensio, José María de la Puerta y Paloma Campo, había albergado anteriormente el malogrado Centro de Interpretación de la Naturaleza Ars Natura.
La primera fase del museo, la exposición «Tierra de Dinosaurios», fue inaugurada el 23 de marzo de 2015, y desde entonces ha tenido otras dos significativas fases de ampliación: una segunda en diciembre de 2015 y la tercera fase en enero de 2018.